# 도광
도광(道光, 1821년 ~ 1850년)은 청나라 선종(宣宗) 도광제(道光帝)의 연호이다. 30년 가량 사용하였다. 청나라의 쇠퇴가 본격화되던 시기로 아편 전쟁 등 내우외환에 시달렸다.

## 개원
- 가경(嘉慶) 25년 8월 27일[1](그레고리력 1820년 10월 3일)에 연호를 도광(道光)으로 정하고, 다음 해 1월 1일[2](그레고리력 1821년 2월 3일)에 개원함.[3][4][5]

- 도광(道光) 30년 1월 26일[6](그레고리력 1850년 3월 9일)에 연호를 함풍(咸豊)으로 정하고, 다음 해 1월 1일[7](그레고리력 1851년 2월 1일)에 개원함.[8][9][5]

## 연대 대조표
| 도광 | 서기(西紀) | 간지(干支) |
| 원년 | 1821년     | 신사(辛巳) |
| 2년  | 1822년     | 임오(壬午) |
| 3년  | 1823년     | 계미(癸未) |
| 4년  | 1824년     | 갑신(甲申) |
| 5년  | 1825년     | 을유(乙酉) |
| 6년  | 1826년     | 병술(丙戌) |
| 7년  | 1827년     | 정해(丁亥) |
| 8년  | 1828년     | 무자(戊子) |
| 9년  | 1829년     | 기축(己丑) |
| 10년 | 1830년     | 경인(庚寅) |
| 도광 | 서기(西紀) | 간지(干支) |
| 11년 | 1831년     | 신묘(辛卯) |
| 12년 | 1832년     | 임진(壬辰) |
| 13년 | 1833년     | 계사(癸巳) |
| 14년 | 1834년     | 갑오(甲午) |
| 15년 | 1835년     | 을미(乙未) |
| 16년 | 1836년     | 병신(丙申) |
| 17년 | 1837년     | 정유(丁酉) |
| 18년 | 1838년     | 무술(戊戌) |
| 19년 | 1839년     | 기해(己亥) |
| 20년 | 1840년     | 경자(庚子) |
| 도광 | 서기(西紀) | 간지(干支) |
| 21년 | 1841년     | 신축(辛丑) |
| 22년 | 1842년     | 임인(壬寅) |
| 23년 | 1843년     | 계묘(癸卯) |
| 24년 | 1844년     | 갑진(甲辰) |
| 25년 | 1845년     | 을사(乙巳) |
| 26년 | 1846년     | 병오(丙午) |
| 27년 | 1847년     | 정미(丁未) |
| 28년 | 1848년     | 무신(戊申) |
| 29년 | 1849년     | 기유(己酉) |
| 30년 | 1850년     | 경술(庚戌) |

## 동시대 연호

### 중국
중국(기타)
- 장병(張丙) 천운(天運) (1832년)

### 베트남
- 민망(明命) (1820년 ~ 1840년)
- 티에우찌(紹治) (1841년 ~ 1847년)
- 뜨득(嗣德) (1848년 ~ 1883년)

### 일본
- 분세이(文政) (1818년 ~ 1830년)
- 덴포(天保) (1830년 ~ 1844년)
- 고카(弘化) (1844년 ~ 1848년)
- 가에이(嘉永) (1848년 ~ 1854년)

### 란방공화국
- 난방(蘭芳) (1777년 ~ 1884년)

## 같이 보기
- 중국의 연호 목록